# Colpo di Stato in Siria del 1966
Il colpo di Stato in Siria del 1966 si svolse tra il 21 e il 23 febbraio 1966, e si concluse con il rovesciamento e la sostituzione del governo in carica della Repubblica Araba Siriana; il golpe vide il vertice del Partito Ba'th, al potere in Siria, venire abbattuto e rimosso da un'alleanza formata dal Comitato militare e dalla branca regionale siriana del partito stesso.
Il colpo di Stato fu causato da un'intensificazione della lotta di potere tra la vecchia guardia del partito, rappresentata da Michel Aflaq, Salah al-Din al-Bitar e Munif Razzaz, e le fazioni radicali di sinistra che aderivano a una posizione neo-baathista. Il 21 febbraio i sostenitori della vecchia guardia nell'Esercito siriano ordinarono il trasferimento dei loro rivali; due giorni dopo, il Comitato militare del partito Ba'th, guidato dal generale Salah Jadid e sostenitore delle fazioni radicali di sinistra, lanciò un colpo di Stato che portò a violenti combattimenti ad Aleppo, Damasco, Deir ez-Zor e Latakia. Come risultato del colpo di Stato, i fondatori storici del partito Ba'th fuggirono dal paese e trascorsero il resto della loro vita in esilio.
La presa del potere da parte del Comitato militare baathista e le successive epurazioni segnarono la totale trasformazione ideologica del partito Ba'th siriano in un'organizzazione neo-baathista militarista, indipendente dal comitato centrale ("Comando nazionale") del partito Ba'th originale; Salah Jadid istituì l'amministrazione più radicale nella storia della Siria moderna. Il colpo di Stato creò uno scisma permanente tra le sezioni regionali siriane e irachene del partito Ba'th e i rispettivi Comandi nazionali, con molti baathisti siriani di alto rango che disertarono fuggendo in Iraq. Il regime di Salah Jadid venne successivamente rovesciato nel colpo di Stato del 1970 che portò al potere il suo rivale militare, Hafiz al-Asad.

## Antefatti

### Il consolidamento del potere del Ba'th
Dopo il successo del colpo di Stato in Siria del 1963 o "Rivouzione dell'8 marzo", scoppiò una lotta di potere interna al "Consiglio nazionale per il comando rivoluzionario", salito al potere dopo il rovesciamento del governo della Seconda repubblica siriana, lotta che vide contrapposti i nasseriani e i membri del partito Ba'th. I nasseriani puntavano a ristabilire la Repubblica Araba Unita, la federazione che comprendeva Egitto e Siria in vigore dal 1958 al 1961, secondo i desideri di Gamal Abd el-Nasser, ma i baathisti erano scettici circa una nuova unione tra i due paesi e volevano una federazione libera in cui il partito Ba'th potesse governare la Siria da solo e senza interferenze. I nasseriani mobilitarono grandi manifestazioni di piazza a favore di un'unione e occorse tempo prima che il partito Ba'th potesse rispondere alla questione, visto anche che la maggior parte dei nazionalisti arabi siriani non era seguace del baathismo ma del nasserismo e di Nasser in generale.
Invece di cercare di ottenere il sostegno della popolazione, i baathisti si mossero per consolidare il loro controllo sull'Esercito siriano. Diverse centinaia di nasseriani e conservatori furono espulsi dall'esercito ed esponenti baathisti furono reclutati per ricoprire posizioni di alto livello nei suoi ranghi. La maggior parte degli ufficiali baathisti appena reclutati proveniva dalle zone rurali del paese o da classi sociali di basso livello: questi ufficiali baathisti presero il posto nei ranghi del corpo degli ufficiali prevalentemente dei sunniti urbani della classe medio-alta e media, creando così un corpo di ufficiali di provenienza rurale che spesso era composto da parenti della minoranza di provenienza dell'ufficiale in comando. Questi cambiamenti portarono alla decimazione del controllo sunnita sull'establishment militare.
Il costo della repressione delle proteste di piazza fu una perdita di legittimità popolare per il governo rivoluzionari e l'emergere di Amin al-Hafiz come primo uomo forte militare baathista. Nel 1965, Amin al-Hafiz impose l'adozione delle politiche socialiste approvate nel 6° Congresso nazionale del Ba'th, volte a nazionalizzare completamente l'industria siriana e vasti segmenti del settore privato e istituire un'economia centralizzata. L'élite tradizionale, composta dalle classi superiori, che era stata rovesciata dal potere politico dai baathisti si sentiva minacciata dalle politiche socialiste promosse dal Ba'th; la Fratellanza musulmana in Siria era una rivale storica della sezione regionale siriana del Ba'th e si sentiva minacciata dalla natura laica del partito; Akram al-Hurani e i suoi sostenitori del Partito Socialista Arabo, nonché il Partito Comunista Siriano, si opponevano al sistema monopartitico che il Ba'th stava istituendo.
La maggior parte dei musulmani sunniti siriani abbracciava gli ideali del nazionalismo arabo ma non quelli del baathismo, il che li faceva sentire alienati da esso. Il partito Ba'th era principalmente dominato da gruppi minoritari come alawiti, drusi e ismailiti, e in generale da persone provenienti dalle campagne; ciò creò un conflitto urbano-rurale basato prevalentemente su differenze etniche. Con la sua ascesa al potere, il partito Ba'th fu minacciato dal sentimento prevalentemente anti-baathista nella politica urbana; probabilmente, l'unica ragione per cui i baathisti riuscirono a rimanere al potere fu il dover affrontare un'opposizione piuttosto debolmente organizzata e frammentata.

### Il conflitto interno

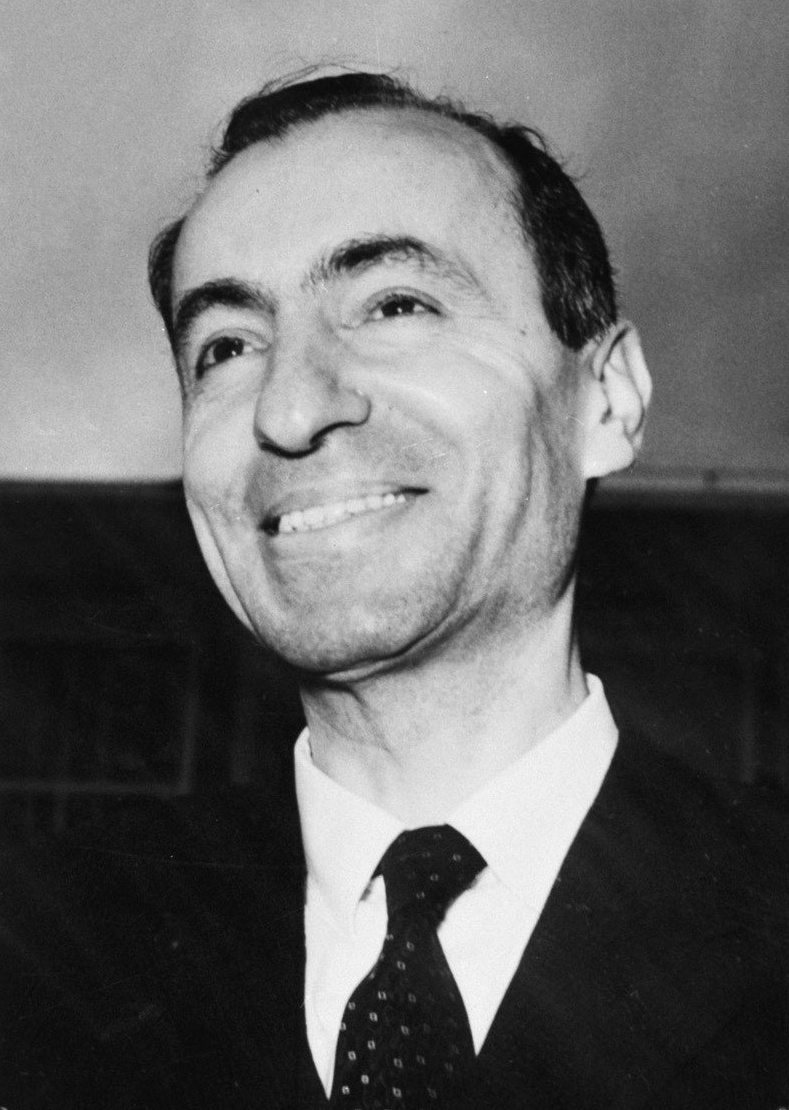
Michel Aflaq in una foto del 1963

L'unità interna allo stesso Ba'th era quasi del tutto crollata dopo la presa del potere del 1963. Michel Aflaq, Salah al-Din al-Bitar e i loro seguaci volevano implementare il baathismo "classico", nel senso che volevano stabilire un'unione libera con l'Egitto di Nasser, implementare una forma moderata di socialismo e avere uno Stato monopartitico che rispettasse i diritti dell'individuo, tollerando la libertà di parola e la libertà di pensiero. Tuttavia, gli "Aflaqiti" (o "Aflaqisti") furono rapidamente costretti a passare in secondo piano e, al 6° Congresso nazionale del Ba'th, il Comitato militare del partito e i suoi sostenitori riuscirono a imporre una nuova forma di baathismo, fortemente influenzata dal marxismo-leninismo. Questa nuova forma di baathismo poneva l'accento su una "rivoluzione in un solo paese" piuttosto che sull'unificazione del mondo arabo e, allo stesso tempo, il 6º Congresso nazionale approvò una risoluzione che sottolineava l'attuazione di una rivoluzione socialista in Siria; sotto questa forma di socialismo, l'economia nel suo complesso avrebbe dovuto aderire alla pianificazione statale, e le alte sfere dell'economia e del commercio estero sarebbero state nazionalizzate. I sostenitori di questa forma di baathismo credevano che queste politiche avrebbero posto fine allo sfruttamento del lavoro, che il capitalismo sarebbe scomparso e che in agricoltura la terra sarebbe stata data "a chi la lavora". Tuttavia, l'impresa privata sarebbe ancora esistita nel commercio al dettaglio, nell'edilizia, nel turismo e nella piccola industria in generale. Questi cambiamenti e altri ancora avrebbero rimodellato il partito Ba'th in un partito leninista.
In seguito alla rivolta scoppiata nel 1964 ad Hama e in altre città, i radicali dovettero arretrare e gli Aflaqiti ripresero il controllo del partito per un breve periodo. Bitar formò un nuovo governo che interruppe il processo di nazionalizzazione, riaffermando il rispetto per le libertà civili e la proprietà privata; tuttavia, questi cambiamenti politici non ottennero un sostegno sufficiente e la popolazione in generale si oppose ancora al governo del partito Ba'th. Le classi superiori continuarono a disinvestire capitali e a contrabbandarli fuori dal paese, e l'unica soluzione prevedibile a questa perdita di capitale divenne continuare con la nazionalizzazione.
L'ala sinistra del partito Ba'th siriano sosteneva che, se non le fosse stato dato il controllo totale sull'economia come in precedenza, la borghesia non sarebbe mai stata sconfitta. Fu questa lotta di potere tra gli Aflaqiti moderati che dominavano il Comando nazionale del partito Ba'th e i radicali che dominavano il Comando regionale siriano che portò al colpo di Stato del 1966.. Tra il 1963 e il 1966, i radicali neo-baathisti, che controllavano il comitato militare, iniziarono ad accumulare costantemente potere e influenza all'interno della branca regionale siriana del partito Ba'th.

### La lotta per il potere

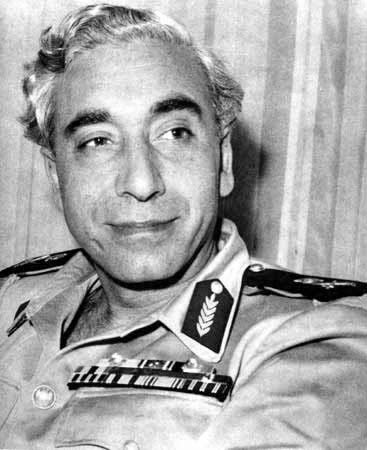
Amin al-Hafiz, presidente della Siria al momento del golpe

Anche prima della repressione delle rivolte del 1964, iniziò una lotta di potere all'interno del Comitato militare tra il ministro della difesa Muhammad Umran e il generale Salah Jadid: Umran, il membro più anziano del comitato, voleva la riconciliazione con i rivoltosi e la fine dello scontro con la classe media mentre, al contrario, Jadid credeva che la soluzione fosse quella di reprimere i manifestanti in modo da salvare la "Rivoluzione dell'8 marzo". Questo fu il primo scisma aperto all'interno del Comitato militare e si sarebbe rivelato decisivo negli eventi successivi. Con il supporto di Hafiz al-Asad, comandante in capo dell'Aeronautica militare siriana, il Comitato militare avviò una violenta repressione contro i rivoltosi; questa decisione portò alla rimozione dalla carica di Umran, ma questi rispose rivelando al Comando nazionale del partito il piano del Comitato militare di prendere il controllo del Ba'th. Aflaq, il segretario generale del Comando nazionale, reagì a queste rivelazioni ordinando lo scioglimento del Comando regionale siriano del Ba'th, ma fu costretto a ritirare la sua richiesta perché la base del partito si sollevò in segno di protesta. Quando un vecchio baathista chiese con tono provocatorio ad Aflaq «quanto fosse importante il ruolo del suo partito nel governo», Aflaq rispose: «circa un millesimo dell'uno per cento». Le rivelazioni di Umran al Comando nazionale portarono al suo esilio e, con il Comando nazionale impotente, il Comitato militare, attraverso il suo controllo del Comando regionale siriano, diede inizio a un attacco alla borghesia e a una campagna di nazionalizzazione che estese la proprietà statale alla produzione di elettricità, alla distribuzione di petrolio, alla sgranatura del cotone e a circa il 70% del commercio estero.
Dopo la caduta di Umran, il Comando nazionale e il Comitato militare continuarono la loro lotta per il controllo del Partito Ba'th. Mentre il Comando nazionale invocava le regole e i regolamenti del partito contro il Comitato militare, divenne chiaro fin dall'inizio che l'iniziativa spettava al Comitato militare. La ragione del successo del Comitato militare fu la sua alleanza con i Regionalisti, un gruppo di fazioni che non avevano aderito agli ordini di Aflaq del 1958 di sciogliere la filiale regionale siriana del Ba'th; i Regionalisti non sopportavano Aflaq e si opponevano alla sua leadership nel partito.
La lotta per il potere tra l'alleanza del Comitato militare con i Regionalisti da un lato e il Comando nazionale dall'altro fu combattuta all'interno della struttura del partito. Il Comitato militare e i Regionalisti riuscirono ben presto a capovolgere la struttura del partito: al 2º Congresso regionale (tenutosi nel marzo 1965) fu deciso di approvare il principio che il segretario regionale del Comando regionale sarebbe stato il capo di Stato ex officio della Siria, e il Comando regionale acquisì il potere di nominare il primo ministro, il gabinetto, il capo di stato maggiore e i comandanti militari di vertice dello Stato siriano. Questo cambiamento ridusse i poteri del Comando nazionale, che da allora in poi ebbe ben poca voce in capitolo negli affari interni della Siria. In risposta a ciò, all'8º Congresso nazionale del Ba'th (aprile 1965) Aflaq aveva in programma di lanciare un attacco al Comitato militare e ai Regionalisti, ma fu convinto a non farlo da altri membri del Comando nazionale - in particolare da un membro libanese, Jibran Majdalani, e da un membro saudita, Ali Ghannam - perché avrebbe potuto portare alla rimozione della leadership civile del partito, come era accaduto nella sezione regionale irachena. A causa di questa decisione, Aflaq perse l'elezione alla carica di segretario generale venendo sostituito dal collega membro del Comando nazionale Munif Razzaz. Razzaz era un giordano di origine siriana che non era abbastanza radicato nella politica del partito per risolvere la crisi, anche se sotto la sua guida si svolsero diverse riunioni congiunte dei Comandi nazionale e regionale. Non molto tempo dopo la perdita dell'incarico di Aflaq, Hafiz, il segretario del Comando regionale, cambiò il suo orientamento e si mise a sostenere il Comando nazionale. Sebbene Hafiz fosse il leader de jure della Siria ricoprendo le cariche di segretario del Comando regionale, presidente del consiglio presidenziale, primo ministro e comandante in capo delle forze armate, era tuttavia Jadid, il segretario generale assistente del Comando regionale, il leader de facto della Siria.

## Il colpo di Stato
Gli accordi ideati nel 1963 tra Aflaq e il Comitato militare portarono a un coinvolgimento reciproco molto stretto dei settori militare e civile del regime, così che entro la fine del 1965 le politiche dell'Esercito siriano erano diventate quasi identiche alle politiche del partito Ba'th; i principali protagonisti del periodo, Hafiz, Jadid e Umran, non erano più in servizio nelle forze armate e il loro potere dipendeva dai loro sostenitori intermedi nell'esercito e nel partito. Nel novembre 1965, il Comando nazionale emanò una risoluzione che stabiliva che era vietato al Comando regionale trasferire o licenziare ufficiali militari senza il consenso del Comando nazionale; dopo aver appreso della risoluzione, Jadid si ribellò immediatamente e ordinò al colonnello Mustafa Tlass di arrestare il comandante della guarnigione di Homs e il suo vice, entrambi sostenitori del Comando nazionale. In risposta, Razzaz convocò una sessione di emergenza del Comando nazionale che decretò lo scioglimento del Comando regionale e nominò Bitar primo ministro; Hafiz fu nominato presidente di un nuovo Consiglio presidenziale, con Shibli al-Aysami come suo vice. Umran fu richiamato dall'esilio e riconfermato all'ufficio di ministro della difesa e comandante in capo dell'esercito, e Mansur al-Atrash fu nominato presidente di un nuovo e ampliato Consiglio rivoluzionario nazionale. Jadid e i suoi sostenitori risposero dichiarando guerra al Comando nazionale; Assad, che non amava né aveva simpatia per gli Aflaqiti, non sostenne tuttavia una resa dei conti attraverso l'uso della forza. Temendo il colpo di Stato imminente Assad, insieme a Naji Jamil, Husayn Mulhim e Yusuf Sayigh, partì per Londra.
Il golpe prese il via il 21 febbraio 1966, quando Umran mise alla prova la sua autorità come ministro della difesa ordinando il trasferimento di tre sostenitori chiave di Jadid: il maggiore generale Ahmed Suidani, il colonnello Izzad Jadid e il maggiore Salim Hatum. Il Comitato militare preparò la sua risposta per il giorno successivo, ma aveva nel frattempo organizzato uno stratagemma per sbilanciare il Comando nazionale: Abd al-Ghani Ibrahim, il comandante alawita del fronte militare rivolto verso Israele, aveva riferito al quartier generale che era scoppiata una lite tra ufficiali in prima linea e che erano state usate delle armi; Umran, Hafiz e il capo di stato maggiore partirono in fretta per le alture del Golan per una lunga discussione con gli ufficiali militari lì presenti e, quando tornarono alle 03:00 del 23 febbraio, erano esausti. Due ore dopo, alle 05:00, Jadid lanciò il suo colpo di Stato: nel giro di poco tempo la residenza privata di Hafiz fu attaccata da una forza guidata da Salim Hatum e Rifa'at al-Assad, e supportata da uno squadrone di carri armati guidati da Izzad Jadid. Nonostante una difesa vigorosa, le forze di Hafiz si arresero dopo aver esaurito le loro munizioni; la figlia di Hafiz perse un occhio negli attacchi alla residenza. Il comandante della guardia del corpo di Hafiz, Mahmud Musa, fu quasi ucciso da Izzad Jadid, ma fu salvato e portato fuori dalla Siria da Hatum. Ci fu una certa resistenza al golpe fuori Damasco: ad Hama Tlass fu costretto a inviare forze da Homs per sedare una rivolta, mentre ad Aleppo i lealisti di Aflaq assunsero brevemente il controllo della stazione radio; fu segnalata una certa resistenza anche a Latakia e Deir ez-Zor. Dopo le prime sconfitte militari, tuttavia, la resistenza al golpe crollò quasi completamente; Razzaz fu l'unico membro del Comando nazionale a opporre una resistenza organizzata, rilasciando dichiarazioni contro il governo dai suoi diversi nascondigli.

## Conseguenze

### L'avanzata dei neo-baathisti
Il colpo di Stato del 1966 segnò la totale trasformazione ideologica della branca regionale siriana del partito Ba'th, divenuta ora un'organizzazione militarista indipendente dal Comando nazionale del partito originale. Dopo la sua violenta presa del potere, che provocò la morte di circa 400 persone, il Comitato militare epurò i leader della vecchia guardia, come Michel Aflaq e Salah al-Din Bitar, costringendoli all'esilio; il colpo di Stato portò a uno scisma permanente tra le branche regionali siriane e irachene del partito Ba'th, e molti leader baathisti siriani disertarono in Iraq.
Lo storico Avraham Ben-Tzur affermò che l'ideologia baathista predicata in Siria dopo il colpo di Stato dovrebbe essere ridefinita come "neo-baathismo", poiché non ebbe nulla a che fare con la forma classica dell'ideologia sposata da Aflaq, Bitar e dagli Aflaqiti in generale. Munif al-Razzaz, l'ultimo segretario generale del Comando nazionale del partito Ba'th originale, si disse d'accordo con questa affermazione, affermando che dal 1961 in poi esistevano due partiti Ba'th: «il partito Ba'th militare e il partito Ba'th, e il vero potere risiedeva nel primo». Osservò inoltre che il Ba'th militare «era e rimane baathista solo di nome; era e rimane poco più di una cricca militare con seguaci civili; e che dalla fondazione iniziale del Comitato militare da parte di ufficiali siriani scontenti esiliati al Cairo nel 1959, la catena di eventi e la totale corruzione del baathismo procedettero con una logica intollerabile». Bitar era d'accordo, affermando che il colpo di Stato del 1966 «ha segnato la fine della politica baathista in Siria». Aflaq condivideva il sentimento e affermò: «non riconosco più il mio partito!».

### Il nuovo governo

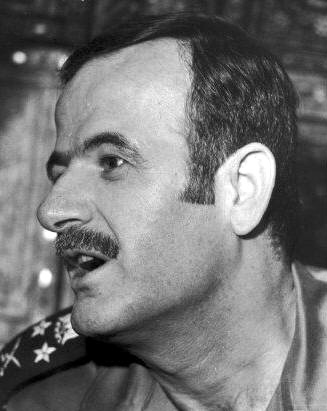
Hafiz al-Asad nel 1970

Subito dopo il colpo di Stato, gli ufficiali fedeli a Umran e gli Aflaqiti furono espulsi dalle forze armate e imprigionati, insieme a Umran stesso, nel carcere di Mezzeh. Uno dei primi atti del governo di Jadid fu quello di nominare Assad ministro della difesa; Assad, tuttavia, non supportava il colpo di Stato e disse a Mansur al-Atrash, Jubran Majdalani e ad altri Aflaqiti che non sosteneva le azioni di Jadid. Successivamente, in un'intervista con Le Monde, Assad affermò che l'intervento militare era stato un fatto deplorevole, perché il partito Ba'th era democratico e le controversie avrebbero dovuto essere risolte in modo democratico; tuttavia, Assad considerò le azioni di Jadid come necessarie, poiché ponevano fine, a suo avviso, alla "dittatura" del Comando nazionale.
Il governo di Jadid è stato definito come il più radicale della storia della Siria: avviò politiche avventate e radicali sia all'interno del paese che verso l'estero, e cercò di rovesciare la società siriana dall'alto verso il basso. Assad e Jadid non erano d'accordo su come implementare le convinzioni baathiste nella pratica. Il Comitato militare, che era stato il principale centro decisionale degli ufficiali delle forze armate durante il periodo 1963 - 1966, perse la sua autorità istituzionale centrale sotto Jadid, anche perché la ragione principale dell'esistenza del comitato era in primo luogo la lotta contro gli Aflaqiti, che era finita. Jadid non acquisì mai le cariche di primo ministro o presidente, optando invece per governare attraverso l'ufficio di assistente segretario del Comando regionale; di fatto, fu il sovrano indiscusso della Siria dal 1966 al 1970. Prima del colpo di Stato del 1966, Jadid aveva controllato le forze armate siriane attraverso il suo incarico di Capo dell'ufficio affari degli ufficiali, ma dal 1966 in poi Jadid fu assorbito dalla gestione del paese e, al suo posto, fu affidato ad Assad il compito di controllare le forze armate; ciò si sarebbe poi rivelato un errore, e avrebbe portato alla caduta di Jadid nella "Rivoluzione correttiva" del 1970, che portò al potere lo stesso Assad.
Jadid nominò Nur al-Din al-Atassi come presidente, segretario regionale del Comando regionale e segretario generale del Comando nazionale; Yusuf Zu'ayyin divenne di nuovo primo ministro e Ibrahim Makhous fu nominato ministro degli affari esteri. Altre personalità del regime di Jadid furono l'ex capo dell'intelligence militare Ahmed Suidani, che fu nominato capo di stato maggiore, il colonnello Muhammad Rabah al-Tawil, che fu nominato ministro del lavoro e capo della recentemente creata milizia delle "Forze di Resistenza Popolare", e il colonnello Abd al-Karim al-Jundi, membro fondatore del Comitato militare nominato ministro della riforma agraria e in seguito ministro degli interni. Il regime di Jadid fu caratterizzato da una repressione estremamente brutale delle opposizioni, dal terrorismo di Stato, dall'intensificazione delle misure totalitarie e dall'imposizione di politiche marxiste intransigenti. Le proprietà dei commercianti, degli uomini d'affari locali e dei proprietari terrieri furono confiscate dal regime, mentre le forze militari siriane furono completamente politicizzate tramite l'inserimento nei ranghi di ufficiali di comprovata fede neo-baathista. Nell'ambito della politica estera, il governo neo-baathista stabilì stretti legami con l'Unione Sovietica e iniziò a ricevere da questa grandi quantità di armi
L'ufficiale druso Salim Hatum, che durante il colpo di Stato del 1966 aveva diretto l'arresto del presidente siriano Hafiz, progettò in seguito un contro-golpe quello stesso anno dopo aver maturato un disincanto nei confronti di Assad e Jadid. Sebbene fosse riuscito a catturare temporaneamente lo stesso Jadid, il suo piano fu tuttavia sventato dai militari e Hatum fu costretto a fuggire. Dopo aver ottenuto asilo in Giordania, Hatum criticò il carattere settario del nuovo regime e avvertì del pericolo dello scoppio di una guerra civile in Siria; Hatum fu poi catturato e ucciso dal regime neo-Ba'th nel 1967.

### La scissione del Ba'th
L'estromissione di Aflaq, Bitar e del Comando nazionale fu lo scisma più profondo nella storia del movimento Ba'th. Sebbene ci fossero stati molti scismi e divisioni nel Ba'th anche prima, Aflaq e Bitar erano sempre emersi come vincitori e leader del partito; ma il colpo di Stato del 1966 portò al potere una nuova generazione di leader che avevano obiettivi diversi dai loro predecessori. Se Aflaq e Bitar avevano ancora sostenitori in Siria e nelle sezioni regionali non siriane, erano ora ostacolati dalla mancanza di mezzi finanziari: la sezione regionale siriana li aveva sovvenzionati fin dal 1963. Jadid e i suoi sostenitori avevano ora lo Stato siriano a loro disposizione, ed erano teoricamente in grado di stabilire nuove organizzazioni di partito e di reprimere le opinioni pro-Aflaq; questo tuttavia non funzionò poiché la maggior parte delle sezioni regionali del partito fuori dalla Siria mostrarono la propria fedeltà alla sezione di Baghdad. Più tardi nel 1966 si tenne il primo congresso dell'era post-Aflaqita, ufficialmente designato come 9º Congresso nazionale, e fu eletto un nuovo Comando nazionale; il congresso sancì il cambiamento nell'orientamento ideologico della sezione regionale siriana del Ba'th e del nuovo Comando nazionale: mentre gli Aflaqiti credevano in un Partito Ba'th panarabo e nell'unificazione del mondo arabo, i nuovi leader siriani consideravano ciò come poco pratico. Dopo il colpo di Stato, il Comando nazionale divenne subordinato in tutto tranne che nel nome al Comando regionale siriano e cessò di avere un ruolo efficace nella politica araba o siriana.
Dopo l'esilio dei membri del Comando nazionale originario, alcuni di essi, tra cui Hafiz, convocarono un "9º Congresso nazionale Ba'th" (per differenziarlo dal "9º Congresso nazionale" siriano) ed elessero un nuovo Comando nazionale; Aflaq, che non partecipò al congresso, fu eletto come segretario generale del Comando nazionale, ma esponenti come Bitar e Razzaz lasciarono il partito considerando l'esilio dalla Siria come troppo duro. Aflaq si trasferì in Brasile, dove rimase fino al 1968. 
Quando il Comando nazionale fu rovesciato nel 1966, la sezione regionale irachena continuò, almeno verbalmente, a sostenere la "legittima leadership" di Aflaq. Quando la sezione irachena riprese il potere nel 1968 con la "Rivoluzione del 17 luglio", tuttavia, non furono fatti tentativi di fusione per raggiungere il loro presunto obiettivo di unità araba o di riconciliazione con il Ba'th siriano. Dopo l'istituzione del governo Ba'th in Iraq, molti membri del movimento Ba'th dominato dalla Siria disertarono a favore della sua controparte irachena; pochi, se non nessuno, dei baathisti fedeli all'Iraq decisero invece di mutare la loro fedeltà a favore di Damasco. Diversi membri anziani del partito come Bitar, Hafiz, Shibli al-Aysami ed Elias Farah visitarono l'Iraq o inviarono un messaggio di congratulazioni ad Ahmed Hasan al-Bakr, il segretario del comando regionale iracheno; Aflaq non visitò l'Iraq fino al 1969, ma dalla fine del 1970 divenne un importante funzionario del Ba'th iracheno, sebbene non acquisì mai alcun reale potere decisionale.
Fin dall'inizio il nuovo governo di Damasco avviò una campagna di propaganda anti-irachena, alla quale rispose simmetricamente la sua controparte a Baghdad. Tuttavia, i baathisti iracheni fornirono aiuto ad Assad, che al 4º Congresso della sezione regionale siriana aveva chiesto la riunificazione del partito Ba'th, nel suo tentativo di rovesciare dal potere Jadid. È stato riferito che Assad promise agli iracheni di riconoscere la leadership storica di Aflaq, e il ministro degli esteri iracheno Abdul Karim al-Shaikhly ebbe persino un suo ufficio personale nel Ministero della difesa siriano, che Assad dirigeva. Tuttavia, questo non dovrebbe essere frainteso: la sezione regionale irachena mostrava un nazionalismo arabo solo di nome, ed esprimeva di fatto un nazionalismo iracheno.
La sezione regionale siriana iniziò a denunciare Aflaq come un "ladro", sostenendo che aveva rubato l'ideologia baathista da Zaki al-Arsuzi e l'aveva proclamata come sua; anche Assad indicò Arsuzi come il principale fondatore del pensiero baathista, ma la sezione regionale irachena continuò a proclamare ancora Aflaq come il fondatore del baathismo. Il Ba'th siriano continuò a negare alcuna legittimità al Ba'th iracheno, nonostante quest'ultimo fosse per rapporti più concilianti: la propaganda anti-Iraq raggiunse nuove vette in Siria nello stesso momento in cui Assad stava rafforzando la sua posizione all'interno del partito e dello Stato. Quando Jadid fu rovesciato da Assad durante il Movimento correttivo nel 1970 non ci fu alcun cambiamento di atteggiamento, e il primo comunicato congiunto del Comando nazionale dominato dalla Siria e del Comando regionale siriano etichettò il Ba'th iracheno come una "cricca di destra".